# Suhoj Su-15
Suhoj Su-15 (NATO naziv: Flagon) je Sovjetski dvomotorni presretač razvijan u 60-ima kako bi zamijenio svog prethodnika, Suhoja Su-11.

## Razvoj

### Raniji prototipovi
Iako se to na prvi pogled ne može vidjeti, činjenica je da je Su-15 nastao na osnovama Su-9. Naime, još potkraj pedesetih godina 20. stoljeća u Suhoju su započeli s razvojem najrazličitijih inačica Su-9. Jedna od njih bila je T-5. Za razliku od originalnog Su-9 i Su-11, T-5 je umjesto jednog motora AL-7F dobio dva motora Tumanskij R11F-300, koji su se rabili na MiG-ovima 21. Potisak R11F-300 bio je 41,2 kN, a s uključenim sustavom za naknadno izgaranje rastao bi sve do 60 kN. Zadržana je konfiguracija delta krila i strelastih repnih vodoravnih stabilizatora. Prvi let T-5 je obavio 18. srpnja 1958. Avionom je upravljao šef probnih pilota zavoda Suhoj, Vladimir Iljušin. Već su prva letna testiranja pokazala da je snaga motora prevelika za konstrukciju aviona te da bi pilot, da je iskoristio svih 120 kN potiska, uzrokovao raspad aviona u letu. Osim toga dva su motora pomaknula težište previše prema natrag, tako da je avion u letu bio opasno nestabilan. Iako su letna testiranja okončana u svibnju 1959., iskustva stečena na T-5 uporabit će se nedugo poslije.
Drugi važan projekt, nastao na osnovama Su-9/11, bio je studija P-1 iz 1955. godine. P-1 je trebao biti veliki presretač s dva člana posade. Za razliku od T-5, P-1 je rabio jedan motor, ali je zato dobio bočne usisnike za zrak, a sve kako bi se u nosu ostavio prostor za antenu velikog radara. Dio izvora navodi da je naziv radara bio Pantera, a dio Uragan-1. U svakom slučaju bila je riječ o velikom radaru namijenjenom otkrivanju brzih ciljeva, koji lete na velikim i vrlo velikim visinama. Uz radar su išli i radarski navođeni projektili zrak-zrak K-7. Za pogon je prvobitno namijenjen Ljulka AL-9, ali je prototip opremljen motorom AL-7F-1. Zanimljivo je da neki izvori spominju i motor Tumanski R-15. U svakom slučaju, masa P-1 od 10 750 kg bila je prevelika za samo jedan motor, pa letne odlike nisu bile oduševljavajuće. Zbog toga su u Suhoju razvili i projekt P-2 s dva motora, ali on nikad nije otišao dalje od crtaćih dasaka. P-1 je prvi let obavio u listopadu 1957., ali ga je sovjetsko ratno zrakoplovstvo ubrzo proglasilo neperspektivnim.
Idući projekt je bio T-37, koji je još nazvan i Super Su-11. Donio je jači motor Tumanskij R15-300, jači radar i poboljšanu avioniku. Projekt razvoja T-37 obustavljen je i prije dovršetka prvog prototipa. Umjesto njega započeo je razvoj novog lovca-presretača T-49. Zadržao je konfiguraciju delta krila i strelastih vodoravnih stabilizatora. Kako bi se osiguralo mjesta za veliku antenu radara, postavljeni su čudni usisnici bočno od radoma. Prototip je prvi put poletio u siječnju 1960. Letna su testiranja, unatoč ohrabrujućim rezultatima (navodno je premašena brzina od dva Macha), naglo obustavljena u travnju iste godine jer je prototip izgubljen u nesreći, a drugi nikada nije dovršen.

### Početak razvoja
U međuvremenu je sovjetsko ratno zrakoplovstvo izgubilo zanimanje za razvoj specijaliziranih lovaca-presretača, a više pozornosti posvetilo razvoju relativno velikih lovaca sposobnih za nošenje velikih vođenih projektila zrak-zrak. Početkom šezdesetih godina prošlog stoljeća projektni biroi Mikojan-Gurevič i Jakovljev polako su počeli potiskivati Suhoja iz kruga proizvođača lovačkih aviona. Kako bi preokrenuli tu tendenciju, u Suhoju su započeli s projektom T-58.

T-58 je bio kompilacija najboljih odlika svih prijašnjih projekata. Zadržana je konfiguracija delta krila sa strelastim vodoravnim stabilizatorima. Iako je prvobitno razmatrana mogućnost uporabe samo jednog motora, projektanti su se ipak odlučili na konfiguraciju s T-5 s dva motora. Ta je konfiguracija radno označena kao T-58D. S projekta P-1 uzeta je ideja o uporabi bočnih usisnika, ali oni su dobili promjenjiv presjek, kako bi se bolje prilagodili letovima nadzvučnim brzina. Tako je u nosu ostavljen prostor za veliki radar. Za pogon odabran je turbomlazni motor Tumanski R11F2-300, koji je testiran na T-5.
Iako je službena dozvola za početak razvoja T-58D dana početkom 1962., prvi je prototip (T-58D-1) poletio već 30. svibnja iste godine. Po tome je očito da je rad na prototipu započeo mnogo prije nego što je sovjetsko ministarstvo obrane dalo službenu dozvolu. Prvi veliki problem pojavio se pri odabiru radara. Iako su se projektanti nadali da će u T-58D moći ugraditi neki napredniji radar, na kraju su se morali zadovoljiti tek poboljšanom inačicom radara Orjol (Orjol-58DM/RP-15). Kako veličina i masa radara utječu na konstrukciju prednjeg dijela aviona, ali i na centražu, kašnjenje u odabiru uzrokovalo je i kašnjenje u razvoju serijske inačice. Povrh toga prva su letna testiranja pokazala da će se na T-58D morati još mnogo toga promijeniti da bi postao pogodan za operativnu uporabu. Pritom je najmanje problema bilo sa samim avionom, a znatno više s odabirom odgovarajuće avionike.

Intenzivna letna testiranja obavljena su od kolovoza 1963. do lipnja 1964. Jedini veći zahtjevi bili su povećanje spremnika za gorivo i ojačanje korijena krila kako bi se mogao nositi veći teret. Dozvola za početak serijske proizvodnje dana je 30. travnja 1965., a avion je dobio službenu oznaku Su-15. Prvi serijski primjerak Su-15 (T-58) prvi je let obavio već 6. ožujka 1966., te se najvjerojatnije radilo o pretprodukcijskom avionu opremljenome svim sustavima serijskog aviona.

## Opis aviona
Iako bi se na prvi pogled teško moglo reći da je Su-15 razvijen na osnovama Su-9/11, ipak je naslijedio velik broj rješenja sa svojih prethodnika. Tako je konstrukcija aviona bila uglavnom od aluminija, s tek malim učešćem čelika i titanija. Najveća sličnost bila je ista konfiguracija letnih površina s delta krilima pod kutom od 60 stupnjeva i diedarom od dva stupnja. Preuzeta je i repna konfiguracija sa strelastim jednodijelnim vodoravnim stabilizatorima.

Kako bi se smanjila duga staza polijetanja i brzina slijetanja, krila su opremili jednodijelnim flapsovima i eleronima. Jedina izmjena bila je mala zračna pregrada smještena iznad vanjskog potkrilnog nosača. Usprkos uporabi flapsova i elerona, Su-15 (T-58) je tijekom polijetanja i slijetanja trebao čak 1200 m staze. Kako bi se to donekle smanjilo, kasnije su inačice dobile sustav za prisilno opstrujavanje krilaca. Projektanti su čak zadržali i X. konfiguraciju zračnih kočnica na stražnjem dijelu trupa. Zadržan je i hidraulični sustav pokretanja letnih površina. Međutim, umjesto tri ugrađena su čak četiri sustava. Zadržano je i rješenje s dva pneumatska sustava za rad u hitnim slučajevima (kad bi otkazali hidraulični sustavi). Iako je zadržana ista konfiguracija stajnog trapa s jednim kotačem na glavnim nogama, one se ipak nisu u cijelosti uvlačile u krila. Umjesto toga projektanti su odlučili da će se kotači uvlačiti u trup ispod usisnika zraka.

Najveća razlika u odnosu na Su-9/11 bila je ugradnja dva turbomlazna motora i bočnih usisnika za zrak. Kako su dva motora značila i veću potrošnju goriva, posebna je pozornost posvećena "uguravanju" što većih spremnika za gorivo u trup aviona i krila. Projektanti su na kraju našli dovoljno prostora za tri velika spremnika u trupu i po jedan u svakom krilu. Zapadni izvori navode da su bili ukupne zapremine 8675 litara. Međutim, na internet stranici Suhoja navodi se podatak da je Su-15 (T-58) mogao ponijeti samo 5600 kg goriva. Za povećanje doleta svaki je avion na dva potrupna nosača mogao ponijeti po jedan dodatni spremnik za gorivo zapremine 600 litara - rješenje također preuzeto sa Su-9/11.
Ponajviše zbog istog radara zadržano je i staro naoružanje - vođeni projektili zrak-zrak R-98R/T (naknadno su ih zamijenili projektili R-60). Ni Su-15 nije dobio ugrađene topove, ali je u kontejnerima mogao nositi dva topa UPK23-250.

Pilot je sjedio u (za sovjetske uvjete s početka šezdesetih godina prošlog stoljeća) luksuznoj kabini opremljenoj sustavom za klimatizaciju i natpritisak. Ugrađeno je i katapultirajuće sjedalo KS-4, koje je sigurno djelovalo na svim visinama (čak i kad je avion bio na zemlji). Jedini je uvjet bio minimalna brzina aviona od 140 km/h.
Umjesto turbomlaznog motora Ljulka AL-7, rabljenih na Su-9/11, Su-15 je dobio dva motora Tumanski R-11F2S-300 maksimalnog pojedinačnog potiska 60,54 kN. To je bilo dovoljno za maksimalnu brzinu od 2230 km/h. Kako bi se spriječilo pregrijavanje motora, ali i dodatno zaštitilo od oštećenja, između njih je ugrađena titanijumska ploča.

## Inačice

### Su-15UT
Slično kao i u slučaju Su-9, operativna je uporaba vrlo brzo pokazala da novi avion zahtijeva i dvosjednu inačicu namijenjenu preobuci pilota. Iako se osnovna preobuka pilota mogla obavljati i na dvosjedu Su-9U, Su-15 je ipak bio veći i teži, te je imao dva motora čija je ukupna snaga bila veća od jednog motora na Su-9. Zbog toga je odlučeno da se napravi dvosjedna inačica. Tako je nastao U-58T (Flagon-C), čiji je prvi prototip prvi put poletio 28. kolovoza 1968. U odnosu na Su-15 (T-58) projektanti su napravili minimalne izmjene. Da bi se dobilo prostora za drugu kabinu, trup je produžen za samo 45 cm. Zanimljivo je da niti jedan Su-15UT nije dobio radar i datalink te se nije mogao rabiti u borbenim zadaćama. Serijska proizvodnja Su-15UT započela je 1970. i trajala je do kraja 1971. Ni zapadni ni sovjetski izvori ne navode koliko je Su-15UT napravljeno u tom vremenu.

### Su-15T
I prije nego što je Su-15 (T-58) ušao u serijsku proizvodnju, na crtaćim daskama Suhojevih projektanata počele su nastajati znatno poboljšane inačice, tvornički označene T-58T. U početku je napredak trebao biti samo na polju radara, ali je on naposljetku bio znatno veći. Radar Taifun je trebao donijeti znatno povećanje dometa otkrivanja, ali i uporabu novih vođenih projektila zrak-zrak. Na zahtjev sovjetskog ratnog zrakoplovstva, avion je trebao dobiti i mogućnost djelovanja po ciljevima na zemlji uporabom klasičnih bombi, nevođenih raketa zrak-zemlja i topova u kontejnerima.

Kako bi skratili dužinu polijetanja i slijetanja, avion su opremili i sustavom za prisilno opstrujavanje zakrilca. Prvi T-58T prvi je put poletio 31. siječnja 1969. Letna su testiranja pokazala da zbog preslabih kompresora turbomlaznih motora R11F2S-300 sustav za prisilno opstrujavanje zakrilca nema dovoljno zraka te da je njegova učinkovitost znatno slabija od očekivane. Djelomično i zbog toga, ali i kako bi bitno poboljšali letne odlike, projektanti su odlučili radikalno promijeniti krila te je T-58T naknadno dobio konfiguraciju dvostruke delte. Za unutarnji dio krila zadržan je kut od 60 stupnjeva, a vanjski je smanjen na 45. Osim izmjena krila, Su-15T(TM) je dobio i nove motore R13-300.
Letna su testiranja obavljena od 1969. do 1973. Usprkos tome serijska je proizvodnja započela već 1970. i trajala je sve do 1976. U operativnu je uporabu Su-15T(TM) službeno uveden 21. siječnja 1975. Zapadni promatrači su novi avion označili kao Flagon-D, a i danas se u zapadnim izvorima pogrešno navodi da sovjetsko ratno zrakoplovstvo ovom avionu nije dalo novu oznaku.

Već kod razvoja originalnog T-58 veliki je naglasak stavljen na osiguranje slobodnog prostora u nosu aviona kako bi se omogućila ugradnja velikog radara. Međutim, problemi s razvojem radara uvjetovali su uporabu tek nešto poboljšanog radara Orjol, preuzetog sa Su-11. Zbog toga ne začuđuje što se to rješenje smatralo tek privremenim, do konačnog okončanja boljeg radara. Tako je za T-58T odabran radar Taifun, koji je razvijen na osnovama radara RP-25 Smerč-A s lovca-presretača MiG-25. Već je prvi prototip na prvom letu imao ugrađen radar Taifun, tako da su testiranja radara krenula istodobno s testiranjima aviona. Iako je ova kombinacija odobrena za serijsku proizvodnju, na kraju je, zbog problema s pouzdanošću radara, napravljeno samo 10 primjeraka Su-15T (Taifun). Nakon toga započela je ugradnja poboljšanog radara Taifun-M (Twin Scan), pa su i svi preostali avioni dobili oznaku Su-15TM. Uz novi radar došli su i novi vođeni projektili zrak-zrak R-98 (AA-3-A Advanced Anab).

Naknadno je u naoružanje Su-15TM, kao i Su-15, uvršten i vođeni projektil malog dometa i s infracrvenim sustavom samonavođenja R-60 (AA-8 Aphid). Ni Su-15T(TM) nije dobio ugrađene topove već su se oni nosili u posebnim kontejnerima UPK-23-250. U njima je bio dvocijevni top GSh-23 kalibra 23 mm i 250 granata. Iako je Su-15T(TM) dobio mogućnost nošenja bombi i nevođenih raketa zrak-zemlja, operativna je uporaba vrlo brzo pokazala da je potpuno neprikladnima za tu namjenu. Zbog toga ne čudi da nikad nije borbeno rabljen kao lovac-bombarder.
Su-15TM je dobio i poboljšanu avioniku s novim radiouređajima, poboljšanim sustavom za otkrivanje radarskog zračenja Sirena-3, poboljšanim datalinkom i potpuno novim sustavom za automatsku kontrolu leta. Kako je radar Taifun bio veći i teži od originalnog Orjola, ojačana je i nosna noga stajnog trapa.

Veliko poboljšanje bila je i uporaba motora Tumanskij R13-300, koji su originalno razvijeni za MiG-21. R13-300 nije donio samo povećanje potiska (40,2 kN suhi i 64,7 kN s uključenim sustavom za naknadno izgaranje) već i znatno bolju iskoristivost goriva. Jači su motori poboljšali i učinkovitost sustava za prisilno opstrujavanje zakrilca pa je smanjena i dužina poletno-sletne staze za otprilike sto metara.
Iako Suhoj, vjerojatno zbog samo deset proizvedenih Su-15T, ovu inačicu označava kao Su-15T(TM), NATO im je odlučio dati različite oznake. Tako je Su-15T označen kao Flagon-E, a Su-15TM kao Flagon-F.

### Su-15UM
Zbog uporabe dvostrukog delta krila i novih motora, odlučeno je da se na osnovama Su-15TM napravi dvosjed za preobuku pilota Su-15UM. Za razliku od Su-15U, kod kojeg je produživan trup kako bi se dobilo mjesta za drugu kabinu, Su-15UM je zadržao isti trup kao i Su-15TM. Umjesto produžetka trupa, druga je kabina "uglavljena" na mjesto spremnika za gorivo.

Ni Su-15TM nije dobio radar, ali je mogao nositi vođene projektile zrak-zrak R-60 i kontejnere s topovima. NATO ga je označio kao Flagon-G. Prvi let Su-15UM obavio je 23. travnja 1976. Testiranja aviona okončana su u studenom 1976., a serijska proizvodnja trajala je sve do 1981.

## Povijest uporabe
Isporuka Su-15 postrojbama započela je već 1967. Koliko je sovjetsko ratno zrakoplovstvo bilo zadovoljno novim lovcem najbolje pokazuje podatak da su prve isporuke išle postrojbama zaduženima za protuzračnu obranu Moskve, tada smještenima u zrakoplovnoj bazi Dorokhovo. Prvo prikazivanje u javnosti Su-15 bilo je već 9. srpnja iste godine, kad je preletio preko zrakoplovne izložbe na Domodedovu. Nakon toga NATO mu je dodijelio oznaku Flagon.

Za projektni biro Suhoj, Su-15 doslovno je značio biti ili ne biti. Da nije uspio, ured bi se vjerojatno ponovno ugasio. Tada je najveći konkurent bio projektni ured Jakovljev. Njihov je Jak-28P bio glavni sovjetski lovac-presretač velikog doleta. Uvidjevši da je Su-15 po svim odlikama napredniji nego Jak-28P, u Jakovljevu su započeli s razvojem Jak-28-64, koji je bio više-manje vjerna kopija Suhojeva aviona. Jedina veća razlika je bila što je Jak-28-64 zadržao strelasta krila originalnog Jak-28P. Letna su testiranja pokazala da je Jak-28-64 po letnim odlikama čak slabiji od originalnog Jak-28P te je program ubrzo obustavljen.
Iako je u isto vrijeme sovjetsko ratno zrakoplovstvo u naoružanju imalo i velik presretač MiG-25, najveći "teret" protuzračne obrane Sovjetskog Saveza svaljen je na Su-15. Krajem šezdesetih i početkom sedamdsetih godina prošlog stoljeća Su-15 je činio prvu crtu protuzračne obrane Sovjetskog Saveza. Tako je sredinom sedamdesetih godina, na vrhuncu operativne uporabe, Su-15 bio u naoružanju 29 zrakoplovnih regimenti, što je tada bilo više od 33 posto svih operativnih postrojbi sovjetske protuzračne obrane. Od sredine sedamdesetih do kraja osamdesetih godina prošlog stoljeća, ovi su avioni sudjelovali u velikom broju zadaća. Tako su tijekom 1975. godine Su-15 intenzivno rabljeni u presretanju špijunskih balona. Od ukupno 13 obaranja Su-15 su sudjelovali u pet.

Tako su 20. travnja 1978. Su-15TM sudjelovali u prisilnom spuštanju Boeinga B707-321 tvrtke Korean Air Lines koji je iz Pariza letio za Seul. Nakon što je posada aviona ignorirala sva upozorenja sovjetskih pilota zbog neovlaštenog ulaska u sovjetski zračni prostor, avion je oboren projektilom R-98MR lansiranim sa Su-15TM. Projektil je pogodio jedan motor i teško oštetio krilo, ali je posada uspjela sletjeti na smrznuto jezero Korpijarvi blizu Arčangela. Pritom su poginula dva, a teško je ozlijeđeno 13 putnika (ruski izvori navode brojku od 10 ranjenih).
Znatno čudnije bilo je presretanje transportnog aviona Canadair CL-44 18. srpnja 1981. Avion je bio registriran kao vlasništvo nepoznate argentinske zračnotransportne kompanije, a posadu su činili isključivo Švicarci. Osim toga, u sovjetski zračni prostor ušao je iz Irana. Avion su uskoro presrela dva Su-15 te su ga pokušali prisiliti na slijetanje. Posada je pak pokušala naglim zaokretanjem izbjeći presretanje i pobjeći natrag u iranski zračni prostor. Zbog toga su piloti dobili zapovijed da ga obore. Kako su bili preblizu za lansiranje vođenih projektila zrak-zrak, a nisu imali topove, pilot satnik V. A. Kuljapin zaletio se u rep aviona, nakon čega je iskočio. Posada CL-44 imala je znatno manje sreće i svi su poginuli pri padu.

Najviše zanimanja svjetske javnosti Su-15 dobio je 1. rujna 1983. I taj put je putnički avion Korean Air Lines neodobreno ušao u sovjetski zračni prostor. Međutim, taj put se radilo o znatno većem Boeingu B747, koji je iz Anchoragea letio u Seul. I tog su ga puta presrela dva Su-15TM. Nakon što je posada ignorirala zapovijed za slijetanje na najbliži sovjetski aerodrom, jedan je Su-15TM ispalio kratki topovski rafal. Kako ni nakon toga nije bilo nikakve reakcije iz KAL-ova Boeinga, bojnik Genadij Osipovič dobio je zapovijed da ga obori. Zbog toga je na B747 lansirao dva vođena projektila R-98 (vjerojatno inačice MT). Iako znatno veći od B707, dva su projektila bila previše za B747 te se srušio u Japansko more, ubivši pritom 269 putnika i članova posade. Nakon toga posade Korean Air Linesa više nisu pokazivale želju za letenje kroz sovjetski zračni prostor.
Do kraja sedamdesetih godina prošlog stoljeća, Su-15TM već su bili zastarjeli. Najveći im je nedostatak bio radar Taifun-M, koji nije mogao otkrivati niskoleteće ciljeve, pa tako ni krstareće projektile. Do kraja serijske proizvodnje proizvedeno je sveukupno 1290 Su-15, ali su oni polako povlačeni iz postrojbi prve crte obrane. Zbog toga ne začuđuje što ih je rusko ratno zrakoplovstvo povuklo iz operativne uporabe 1994., a ukrajinsko 1996. godine. Kao ni Su-9/11, ni Su-15 nikad nisu izvoženi. Međutim, manji se broj Su-15 godine 1972. pojavio u Egiptu, ali su na njima letjeli isključivo sovjetski piloti, te su ubrzo vraćeni u Sovjetski Savez. Na osnovi Su-15 Kinezi su razvili vjernu kopiju F-8, koja je još uvijek u operativnoj uporabi.

## Tehničke karakteristike (Su-15TMFlagon-F)
Osnovne karakteristike
- posada: 1
- dužina: 19,56 m
- raspon krila: 9,34 m
- površina krila: 36,6 m2
- visina: 4,84 m

Letne karakteristike
- najveća brzina: 2.230 km/h (Mach 2,1)
- dolet: 1.780 km
  - borbeni dolet: 590 km
- brzina penjanja: 228 m/s
- najveća visina leta: 18.100 m
- specifično opterećenje krila: 555 kg/m2
- motor: 2× Tumanski R-13F2-300